# Пілезія багатокоробочкова
Пілезія багатокоробочкова (Pylaisia polyantha) — вид мохів порядку гіпнобрієвих (Hypnales).

## Поширення
Ареал охоплює такі частини світу: Європа, Азія, Північна Америка.
Населяє стовбури дерев; від низьких до високих висот.

## Характеристика
Рослини жовтуваті чи білуваті. Стебла дещо рівномірно перисті, гілки 1 см, повзучі чи рідше висхідні та вигнуті. Листки стебла і гілок злегка диференційовані. Стеблові листки майже прямі, яйцювато-ланцетні, поступово звужені до верхівки, увігнуті, злегка складчасті, 1.3–2 × 0.4–0.5 мм; краї плоскі, іноді злегка закручені дистально. Листки гілок вузько-яйцювато-ланцетні, коротші, 1.1–1.4 × 0.3–0.5 мм. Коробочкові ніжки 1–1.8 см. Коробочка прямовисна, видовжено-циліндрична, 1.6–2.2 × 0.4–0.6 мм. Спори 11–14 мкм.